# Lóránt Gyula

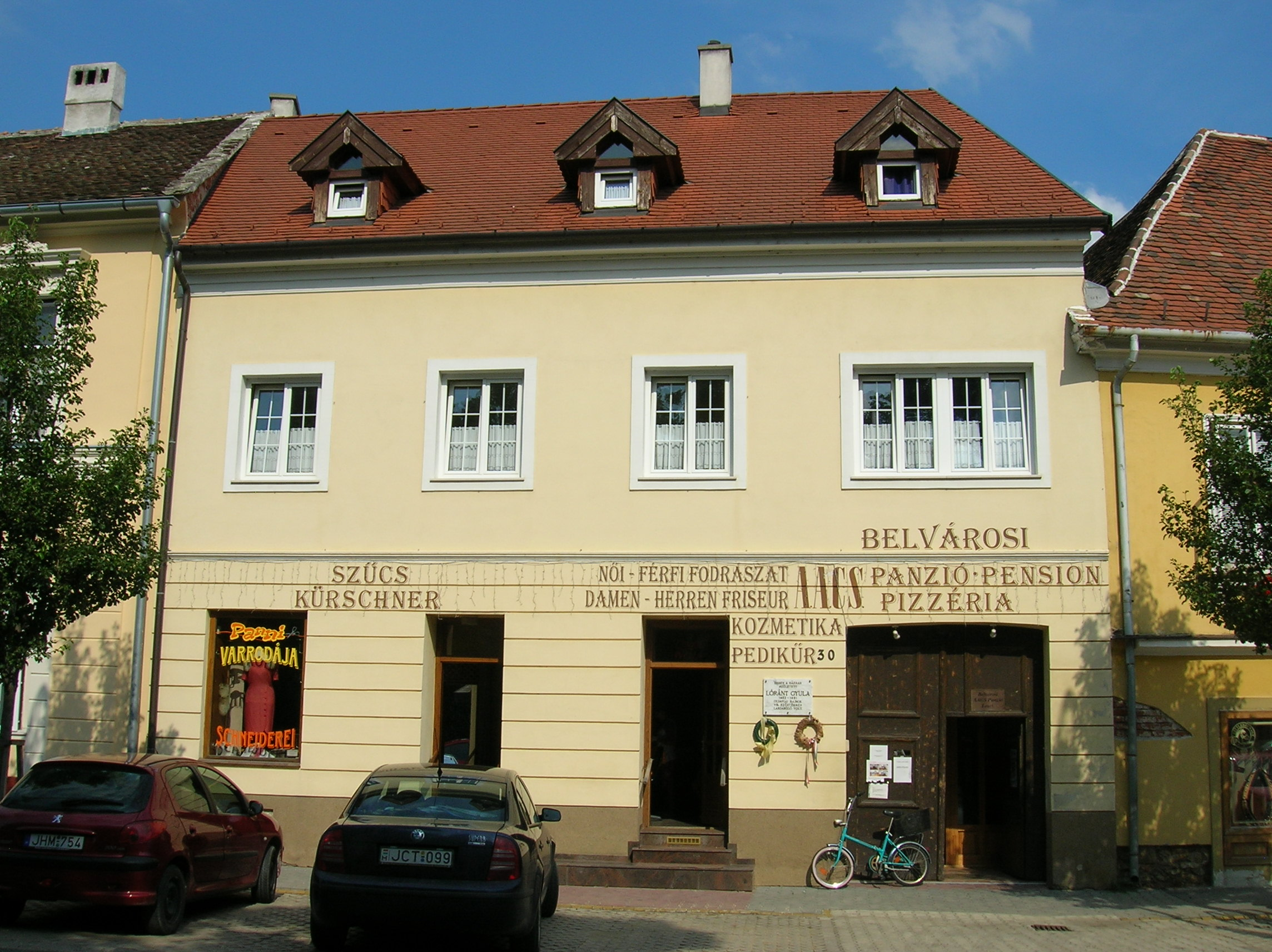
Szülőháza Kőszegen

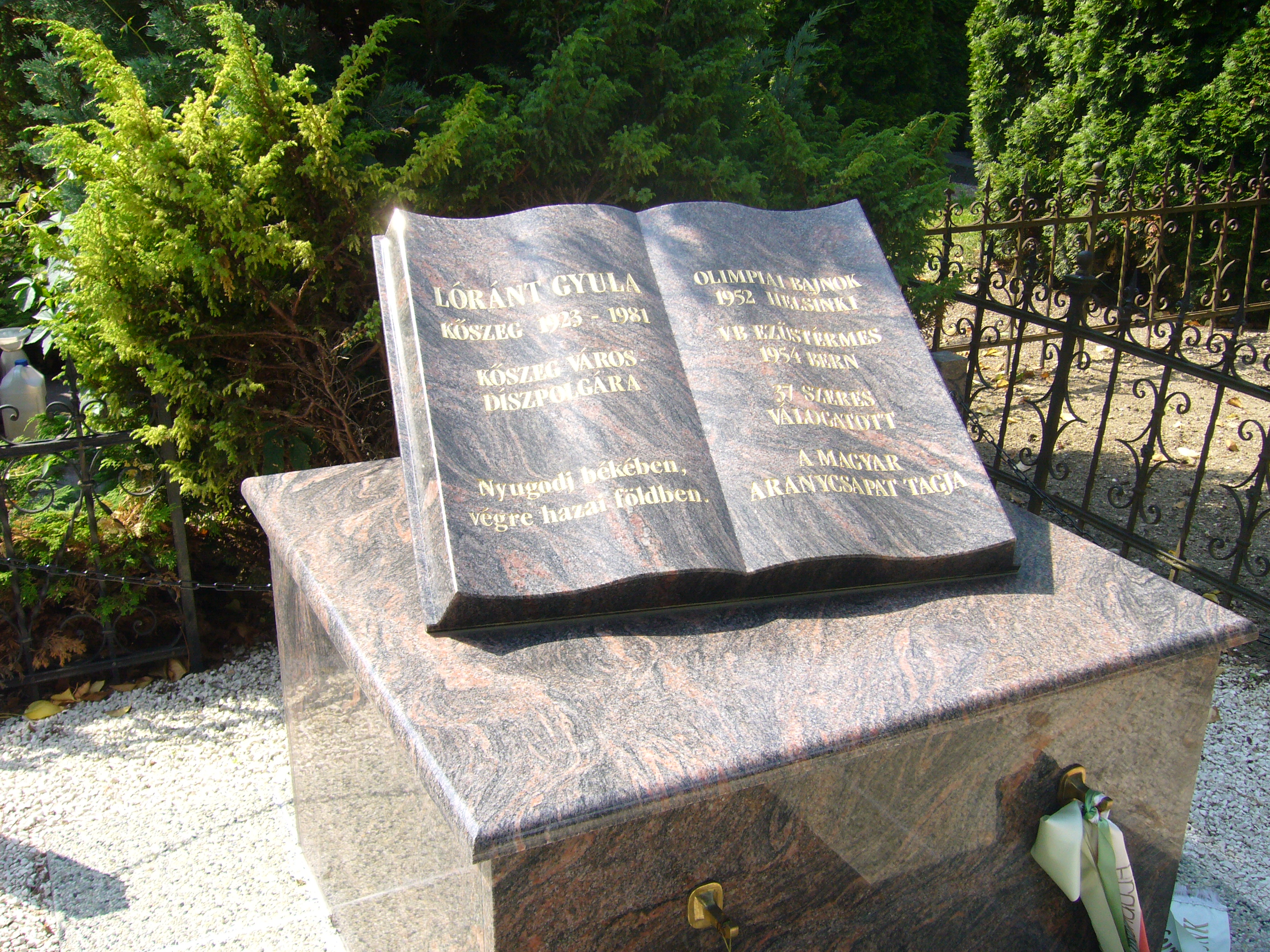
Sírja a kőszegi temetőben

Lóránt Gyula (született Lipovics Gyula, Kőszeg, 1923. február 6. – Szaloniki, 1981. május 31.) magyar labdarúgó, az Aranycsapat keménységéről ismert középhátvédje, labdarúgóedző.

## Pályafutása

### Klubcsapatban
Kőszegen - az 1937-ben megnyílt líceum második osztályába kerülve - 1940-ben kezdett játszani, 16 évesen a Kőszegi Sport Egylet első csapatában. Parádés játéka miatt felfigyeltek rá és bekerült az ifjúsági válogatottba.
1940. december 8-án Splitben 5–3-ra verték Horvátország ifjúsági válogatottját.
1941-ben a 3. osztályt már Szombathelyen, az Állami Horváth Boldizsár Kereskedelmi Középiskolában kezdte és átigazolt a Szombathelyi FC-be.
A SZFC 1942-ben az NB II első helyén kezdte a Zrínyi csoport tavaszi fordulóját, és jobb gólaránnyal felkerültek bajnokként az NB I-be. Az SZFC a bajnokságban második helyen végzett, ez volt fennállásának legszebb eredménye.
Érettségi után 1943. július 31-én lett a Nagyváradi AC igazolt játékosa. Első meccsükön Szatmáron egy barátságos mérkőzésen 11–2-re nyertek. Első NB I-es mérkőzését a NAC-ban a Szolnok ellen játszotta. A NAC 5–2-re győzött, Lóránt Gyula balösszekötőként szerepelt.
1943. november 21-én lőtte élete első NB I-es gólját 20 méterről a Gamma válogatott kapusának a hálójába.
1944. június 4-én már 5 gólt rúgott a BSZKRT csapatának, 9–2-re nyertek és bajnokok lettek a bajnokságban.
1944. október 13-án a Nemzeti Vasasban először lépett pályára. Az 5 nagyváradi játékossal megerősített Vasas a Csepel ellen 5–2-re nyert.
2010-ben a FourFourTwo labdarúgó-magazin minden idők legjobb magyar labdarúgói között a 37. helyre sorolta.

### A válogatottban
37 mérkőzésen játszott a magyar válogatottban, az Aranycsapat középhátvédjeként.
A Helsinki olimpián olimpiai bajnok lett a magyar válogatottal. Szerepelt az évszázad mérkőzésén és az 1954-es világbajnokság berni döntőjében is.
Válogatottbeli pályafutását megszakította, hogy 1949 márciusában három másik focistával - Egresi Bélával, Mészáros Józseffel és Kéri Károllyal - megpróbált nyugatra szökni, ám az Államvédelmi Hatóság elkapta és társaival együtt a Kistarcsai Központi Internálótáborba zárták, ahonnan csak Sebes Gusztáv válogatott szövetségi kapitány Kádár János akkori belügyminiszternél tett személyes közbenjárására szabadult.

### Edzőként
Játékos-pályafutása után sikeres edző volt, több élvonalbeli német csapat (például a Bayern München) edzőjeként is tevékenykedett, 1976-ban pedig görög bajnoki címet szerzett a PAOK Szaloniki csapatával.

## Halála
1981-ben a PAÓK vezetőedzőjeként a görög bajnokságban az Olympiakosz elleni rangadó 76. percében szívrohamot kapott a kispadon.
Haláláról rövid hírben számolt be a Népsport.
```
"Meghalt Lóránt Gyula. Az aranycsapat egykori 37-szeres válogatott középhátvédje. Lóránt Gyula vasárnap délután Szalonikiben, csapatának, a PAOK Szalonikinek az Olümpiakosz elleni mérkőzésén nem sokkal azután, hogy csapata megszerezte a találkozó sorsát eldöntő egyetlen gólt, tragikus hirtelenséggel, szívroham következtében elhunyt. 58 éves volt. A szomorú hírt Salamon József, a PAOK Szaloniki játékosa közölte szerkesztőségünkkel."
[
6
]
```

A dél-németországi Endingenben temették el. 2011 májusában özvegye és lánya kezdeményezésére maradványait hazahozták Kőszegre. Az újratemetéssel egy időben a kőszegi múzeum emlékkiállítást szervezett. Lóránt Gyulát posztumusz őrnaggyá léptette elő a honvédelmi miniszter. Emlékére a kőszegi sportpályát Lóránt Gyula sporttelepnek nevezték el.

## Szállóigéi
- Der Ball ist rund. Wäre er eckig, wäre er ja ein Würfel. A labda gömbölyű. Ha szögletes lenne, akkor az dobókocka lenne.
- Bundesligaspiele sind keine russische Wahlen, bei denen immer gewonnen wird. A Bundesliga-meccsek nem orosz választások, ahol mindig nyerni lehet.

## Sikerei, díjai
- Munka Érdemrend (1953)[8]
- A Magyar Népköztársaság Érdemes Sportolója (1954)[9]
- Kőszeg város posztumusz díszpolgára (1998).

### Játékosként
Honvéd:
- Magyar bajnok: 1952, 1954, 1955

Nagyváradi AC:
- Magyar bajnok: 1943–44

Magyarország
- Világbajnoki ezüstérmes: 1954
- Olimpiai bajnok: 1952
- Európai Kupa-győztes: 1953

### Edzőként
- PAOK Szaloniki:
- Görög bajnok: 1976

## Statisztika

### Mérkőzései a válogatottban
| Magyarország | Magyarország         | Magyarország                        | Magyarország  | Magyarország | Magyarország  | Magyarország          | Magyarország | Magyarország |
| #            | Dátum                | Helyszín                            | Hazai         | Eredmény     | Vendég        | Kiírás                | Gólok        | Esemény      |
| ------------ | -------------------- | ----------------------------------- | ------------- | ------------ | ------------- | --------------------- | ------------ | ------------ |
| 1.           | 1948. október 24.    | Bukarest                            | Románia       | 1 – 5        | Magyarország  | Balkán-kupa           | -            |              |
| 2.           | 1948. november 7.    | Szófia, Junak Stadion               | Bulgária      | 1 – 0        | Magyarország  | Balkán-kupa           | -            |              |
| 3.           | 1949. október 16.    | Bécs, Práter stadion                | Ausztria      | 3 – 4        | Magyarország  | barátságos            | -            |              |
| 4.           | 1949. október 30.    | Újpest, Megyeri úti stadion         | Magyarország  | 5 – 0        | Bulgária      | barátságos            | -            |              |
| 5.           | 1949. november 20.   | Újpest, Megyeri úti stadion         | Magyarország  | 5 – 0        | Svédország    | barátságos            | -            |              |
| 6.           | 1950. április 30.    | Budapest, Megyeri úti stadion       | Magyarország  | 5 – 0        | Csehszlovákia | barátságos            | -            |              |
| 7.           | 1950. május 14.      | Bécs, Práter-stadion                | Ausztria      | 5 – 3        | Magyarország  | barátságos            | -            |              |
| 8.           | 1952. június 15.     | Varsó, CWKS-stadion                 | Lengyelország | 1 – 5        | Magyarország  | barátságos            | -            |              |
| 9.           | 1952. június 22.     | Helsinki, Olimpiai Stadion          | Finnország    | 1 – 6        | Magyarország  | barátságos            | -            |              |
| 10.          | 1952. július 15.     | Turku, Kupittaa stadion (FIN)       | Románia       | 1 – 2        | Magyarország  | olimpiai selejtező    | -            |              |
| 11.          | 1952. július 21.     | Helsinki, Pallokenttä stadion (FIN) | Magyarország  | 3 – 0        | Olaszország   | olimpiai nyolcaddöntő | -            |              |
| 12.          | 1952. július 24.     | Kotka, Kotka stadion (FIN)          | Magyarország  | 7 – 1        | Törökország   | olimpiai negyeddöntő  | -            |              |
| 13.          | 1952. július 28.     | Helsinki, Olimpiai Stadion (FIN)    | Magyarország  | 6 – 0        | Svédország    | olimpiai elődöntő     | -            |              |
| 14.          | 1952. augusztus 2.   | Helsinki, Olimpiai Stadion (FIN)    | Jugoszlávia   | 0 – 2        | Magyarország  | olimpiai döntő        | -            |              |
| 15.          | 1952. szeptember 20. | Bern, Wankdorf Stadion              | Svájc         | 2 – 4        | Magyarország  | Európa-kupa           | -            |              |
| 16.          | 1952. október 19.    | Budapest, Megyeri úti stadion       | Magyarország  | 5 – 0        | Csehszlovákia | barátságos            | -            |              |
| 17.          | 1953. május 17.      | Róma, Olimpiai Stadion              | Olaszország   | 0 – 3        | Magyarország  | Európa-kupa           | -            |              |
| 18.          | 1953. július 5.      | Stockholm, Råsunda Stadion          | Svédország    | 2 – 4        | Magyarország  | barátságos            | -            |              |
| 19.          | 1953. október 4.     | Prága, Hadsereg-stadion             | Csehszlovákia | 1 – 5        | Magyarország  | barátságos            | -            |              |
| 20.          | 1953. október 11.    | Bécs, Práter-stadion                | Ausztria      | 2 – 3        | Magyarország  | barátságos            | -            | 46'          |
| 21.          | 1953. november 15.   | Budapest, Népstadion                | Magyarország  | 2 – 2        | Svédország    | barátságos            | -            |              |
| 22.          | 1953. november 25.   | London, Wembley Stadion             | Anglia        | 3 – 6        | Magyarország  | barátságos            | -            |              |
| 23.          | 1954. április 11.    | Bécs, Práter-stadion                | Ausztria      | 0 – 1        | Magyarország  | barátságos            | -            |              |
| 24.          | 1954. május 23.      | Budapest, Népstadion                | Magyarország  | 7 – 1        | Anglia        | barátságos            | -            |              |
| 25.          | 1954. június 17.     | Zürich, Hardturm stadion (SUI)      | Magyarország  | 9 – 0        | Dél-Korea     | vb-csoportkör         | -            |              |
| 26.          | 1954. június 20.     | Bázel, St. Jakob stadion (SUI)      | Magyarország  | 8 – 3        | NSZK          | vb-csoportkör         | -            |              |
| 27.          | 1954. június 27.     | Bern, Wankdorfstadion (SUI)         | Magyarország  | 4 – 2        | Brazília      | vb-negyeddöntő        | -            |              |
| 28.          | 1954. június 30.     | Lausanne, Olimpiai Stadion (SUI)    | Magyarország  | 4 – 2        | Uruguay       | vb-elődöntő           | -            |              |
| 29.          | 1954. július 4.      | Bern, Wankdorf Stadion (SUI)        | NSZK          | 3 – 2        | Magyarország  | vb-döntő              | -            |              |
| 30.          | 1954. szeptember 19. | Budapest, Népstadion                | Magyarország  | 5 – 1        | Románia       | barátságos            | -            | 80'          |
| 31.          | 1954. október 10.    | Budapest, Népstadion                | Magyarország  | 3 – 0        | Svájc         | barátságos            | -            |              |
| 32.          | 1954. október 24.    | Budapest, Népstadion                | Magyarország  | 4 – 1        | Csehszlovákia | barátságos            | -            |              |
| 33.          | 1954. november 14.   | Budapest, Népstadion                | Magyarország  | 4 – 1        | Ausztria      | barátságos            | -            |              |
| 34.          | 1954. december 8.    | Glasgow, Hampden Park               | Skócia        | 2 – 4        | Magyarország  | barátságos            | -            |              |
| 35.          | 1955. április 24.    | Bécs, Práter-stadion                | Ausztria      | 2 – 2        | Magyarország  | Európa-kupa           | -            |              |
| 36.          | 1955. május 11.      | Stockholm, Råsunda Stadion          | Svédország    | 3 – 7        | Magyarország  | barátságos            | -            |              |
| 37.          | 1955. május 15.      | Koppenhága, Boldklub-pálya          | Dánia         | 0 – 6        | Magyarország  | barátságos            | -            |              |
|              | Összesen             |                                     |               | 37           | mérkőzés      |                       | 0            | gól          |

## Emlékezete
- 2011. november 25-én a londoni 6:3-as győzelem évfordulóján MÁV 470 010-4 számú Siemens Taurus mozdonyára az Aranycsapat tagjaként Lóránt Gyula is felkerült. A vállalat így állított a legendás csapatnak emléket.[10]

## További információk

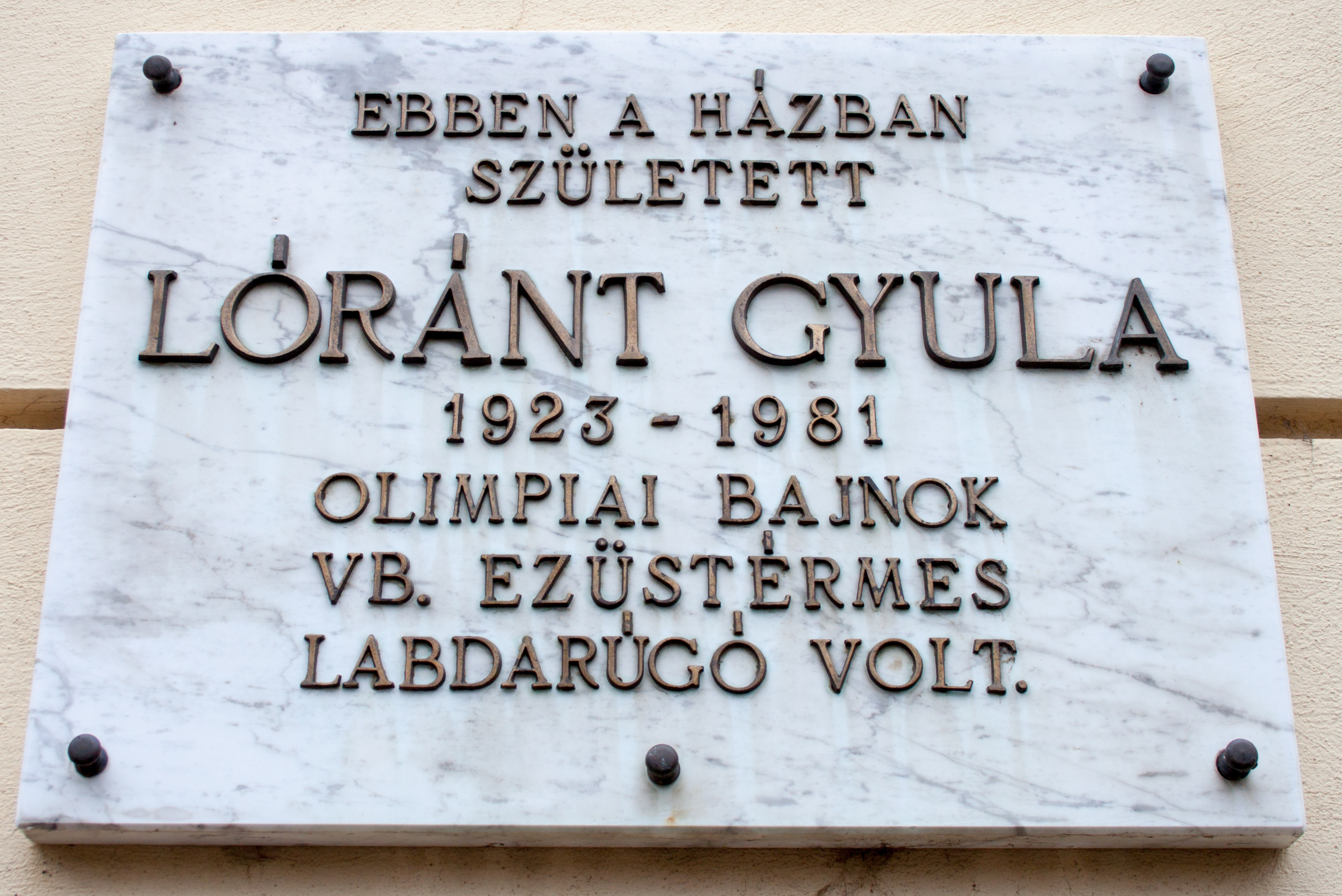
Lóránt Gyula kőszegi emléktáblája